# Perkebunan Pulahan
Perkebunan Pulahan is een bestuurslaag in het regentschap Asahan van de provincie Noord-Sumatra, Indonesië. Perkebunan Pulahan telt 1248 inwoners (volkstelling 2010).